# Угорське телебачення
Угорське телебачення (угор. Magyar Televízió / MTV) —  угорська державна телекомпанія в 1954—2015 роках.

## Історія

### Ранні роки (1954—1969)
У готелі «Геллерт» в 1936 році відбулися перші спроби телемовлення в Угорщині. У 1954 році почалося тестове мовлення: в рамках цих експериментів на телеприймачі транслювалися невеликі відеозаписи і фоторяд. 23 лютого 1957 року тестове мовлення знайшло постійну основу, а 1 травня 1957 року під час святкування Дня весни і праці в Угорщині почалося регулярне телемовлення. 2 липня 1957 року вийшов перший випуск новин — телепрограма «Híradó». 18 серпня разом з Угорським радіо відбулося об'єднання Угорського телебачення в корпорацію «Угорське радіотелебачення» (Magyar Rádió és Televíziót, MRT). На його основі з'явилася Міжнародна організація радіомовлення і телебачення, більш відома як «Інтербачення» (в його структуру першими увійшли Чехословаччина, НДР, Угорщина і Польща).
Число глядачів в 1959 році досягло 50 тисяч. У 1960 році відкрився телеархів Угорського радіотелебачення. До 1964 року чисельність телеглядачів зросла до 2,7 млн осіб (в середньому від 3 до 5 глядачів на телеприймач). За даними 1965 року, 46 % жителів Угорщини, які жили в зоні телемовлення, воліли читати книги (25 %) і слухати радіо (10 %). У 1966 році по телебаченню були показані 23 театральні постановки в Будапешті і 20 в інших містах, в тому ж році були показані 25 телефільмів і 5 мюзиклів. У 1969 році число глядачів зросла до 4 млн, і в тому ж році почалося кольорове телемовлення: був показаний фільм Бели Бартока «Чудесний мандарин».

### Стрімке зростання (1970—1980)
Перехід на кольорове телемовлення завершився в 1971 році, в тому ж році почалися тестові трансляції Другого каналу Угорського телебачення. Ця декада стала найпродуктивнішою в історії угорського телебачення, оскільки загальний обсяг телемовлення становив тисячі годин. 12 травня 1974 року Угорське радіо і Угорське телебачення були об'єднані в Державний комітет з телебачення і радіомовлення (Állami Rádió és Televízió Bizottság).

### Подальше розширення (1980—1990)
Щорічно обсяг телемовлення становив 4300 годин (по 83 години на тиждень). У 1981 році з'явився сервіс телетексту «Képújság» (Газета з картинками), який став використовуватися у всіх телевізорах. Відкрилися нові телепередачі «Ablak» (Вікна) і «Panoráma» (випуск міжнародних новин). В 1984 році відкриттям телепередавач в Печі та Секешфехерварі почалася ера кабельного телемовлення. Телепередача RTV стала однією з найпопулярніших (1,4 мільйона глядачів щотижня).
У 1985 році головна лінія політики Угорського телебачення змінилися: запуск теленовели «Рабиня Ізаура» привів до народження угорських теленовел. 7 травня 1987 почали показ телесеріалу «Сусіди» (угор. Szomszédok), який транслювали кожні два тижні по четвергах. До кінця 1980-х років почалися експерименти по переходу на цифрове телемовлення. З 1988 року в рамках політики допомоги пенсіонерам особи старше 70 років були звільнені від сплати ліцензійного збору, а в тому ж році почалося мовлення іншими мовами (Печ і Сегед). Друга програма Угорського телебачення отримала більші права.
У 1989 році мовлення тривало по п'ять днів на тиждень. Винятки з цього правила робилися тільки під час трансляції польоту космонавта  Берталана Фаркаша. У 1989 році розпочав мовлення тележурнал «Nap-kelte» (Полудень), який став основною телепередачею нової телекомпанії «Nap-TV».

### Важкі часи (1990—2000)
Після розпаду СРСР і краху соціалізму в Угорському телебаченні почалися перестановки: низку передач було закрито, а багато ведучих втратили роботу. Керівництво змінювалося стрімко, як і телепередачі. 1 січня 1993 року MTV увійшло до складу Європейської мовної спілки. У 1992 році був відкритий приватний телеканал Duna TV, який, однак, співпрацював з MTV. У тому ж році почалося комерційне кабельне телемовлення в Будапешті. 21 грудня 1995 року була створена Національна комісія з радіо і телебачення (Országos Rádió és Televízió Testület).
У 1997 році запущений телеканал TV 2 на тій частоті, де віщав раніше M2, однак MTV висловив протест проти цього, оскільки боявся втратити аудиторію (міг постраждати і телеканал RTL Klub). В результаті частоту залишили порожньою і виділили нову частоту TV2, а M2 став тільки кабельним і супутниковим. Мовлення MTV-2 велося в тих місцях, де його раніше майже не було, що стало своєрідним гандикапом для компанії.
Основною інформаційною програмою став вечірній випуск новин «Az Este». У той же час були запущені нові передачі: науково-інформаційна програма «Delta», а також щотижнева аналітична програма «Ablak». До кінця 1990-х телекомпанія повністю перейшла під контроль уряду, що викликало потік критики на її адресу і звинувачення в підтримці проурядової точки зору.

### Криза і шляхи виходу (після 2000)
Брак фінансування призвів до укорочення і спрощення мережі мовлення. Телекомпанія MTV стала закритим акціонерним товариством після переходу під контроль уряду. У 2000 році MTV1 було перейменовано в M1, MTV2 в M2. У 2002 році припинила дію її ліцензія на телемовлення, що поставило телекомпанію на грань зникнення. Єдине фінансування здійснював тільки Уряд Угорщини, що призвело до зниження якості телепередач.
Масові заворушення 2006 року привели до того, що мовлення тимчасово припинилося, коли бунтівники увірвалися в будівлю телецентру і тимчасово захопили його. Ще однією проблемою стало постійні спроби закриття то M1, то M2. 1 серпня 2008 року MTV запустило версію телеканалу M2 в стандарті 1080i, в 23 грудня — версію телеканалу M1. До 2010 року було продано будівлю телецентру.
Разом з тим MTV залишається ініціатором багатьох нових телепроєктів: у 2012 році був запущений телеканал M3D, на якому вперше почалося 3D-телемовлення.
1 липня 2015 року MTV, MR, Duna Televízió і Угорське телеграфне агентство були об'єднані в Duna Média (повна назва —  Duna Médiaszolgáltató  — «Дунайська медіа служба»).

## Телеканали

### Спеціалізовані телеканали
- M3
- M4 Sport
- M5
- M6

## Управління та фінансування
Фінансування телекомпанії здійснюється за допомогою субсидій від держави і доходами від реклами. Бюджет телекомпанії на 2006 рік становив 19,5 млрд угорських форинтів (приблизно 72 млн. Євро). Очолюється радою директорів і Генеральним директором Угорське телебачення є членом Європейської мовної спілки, з 2011 року активно співпрацює з Угорським радіо. Головний телецентр розташовується на будапештській Площі Свободи.